# Нагойская фондовая биржа
Нагойская фондовая биржа (яп. 名古屋証券取引所 нагоя сё:кэн торихикидзё)  — фондовая биржа, расположенная в Нагое, Япония. Это третья крупнейшая биржевая площадка в Японии после Токийской и Осакской бирж.

## История
Биржа была открыта в Нагое в 1886 году, а в современном виде была зарегистрирована в 1949 году.

## Листинг
- Aska